# Alpen-Waldrebe
Die Alpen-Waldrebe (Clematis alpina) ist eine Pflanzenart aus der Gattung der Waldreben (Clematis) in der Familie der Hahnenfußgewächse (Ranunculaceae).

## Beschreibung

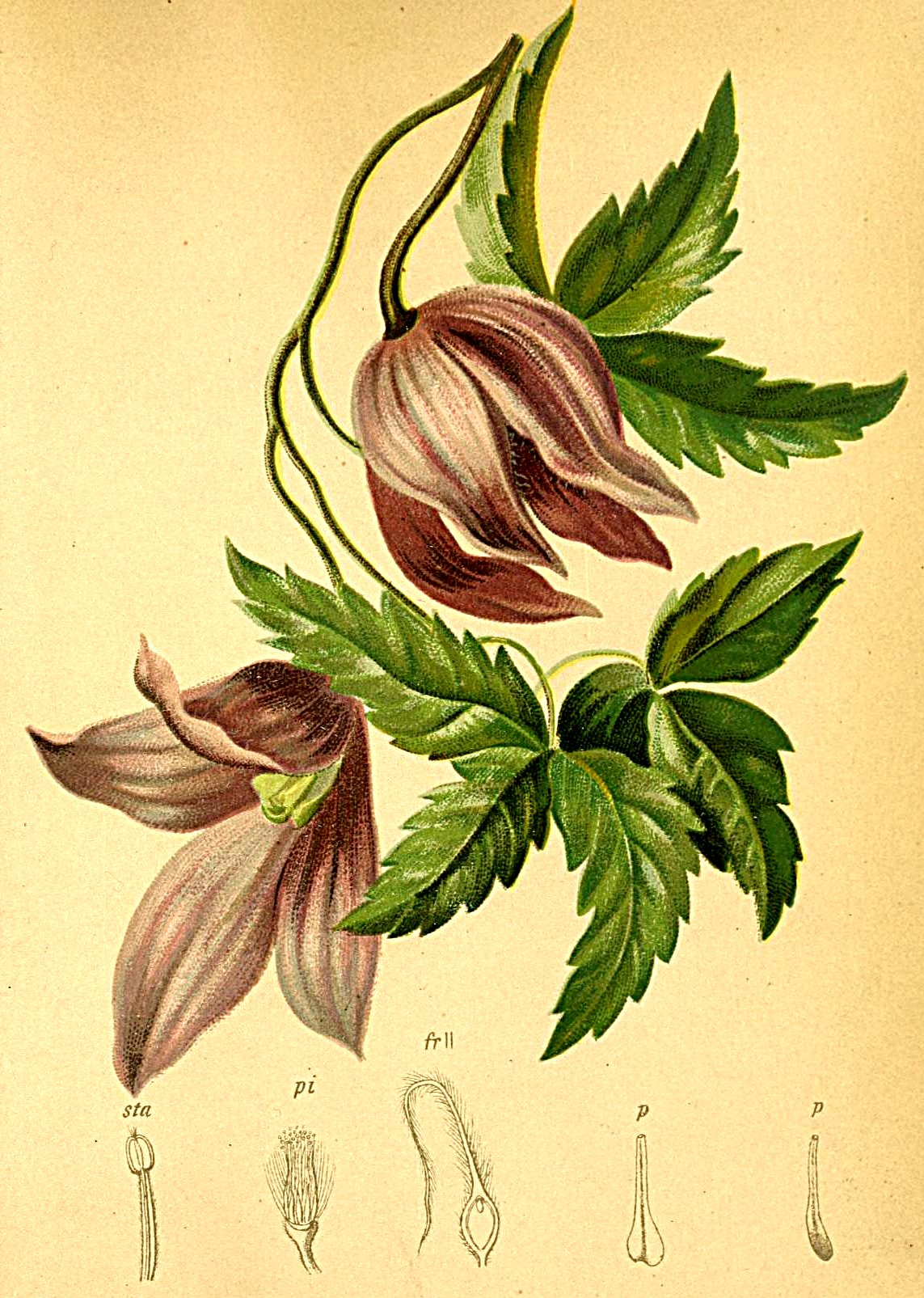
Illustration aus Atlas der Alpenflora

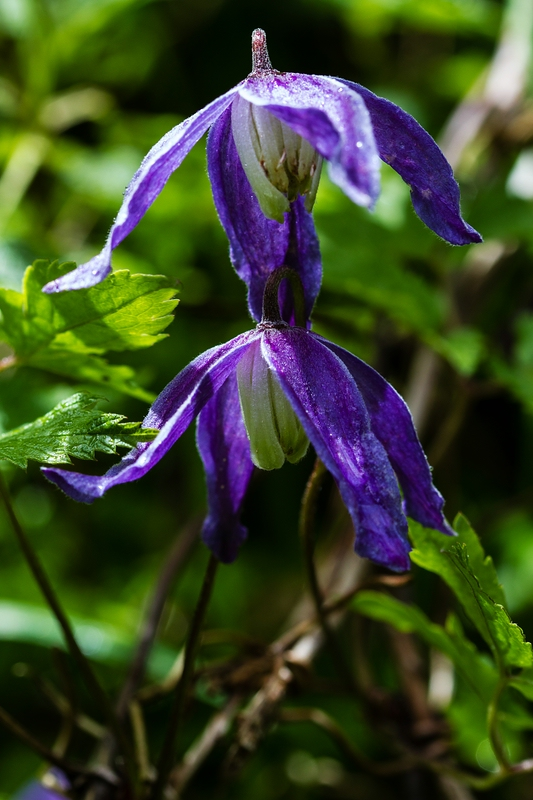
Blüten

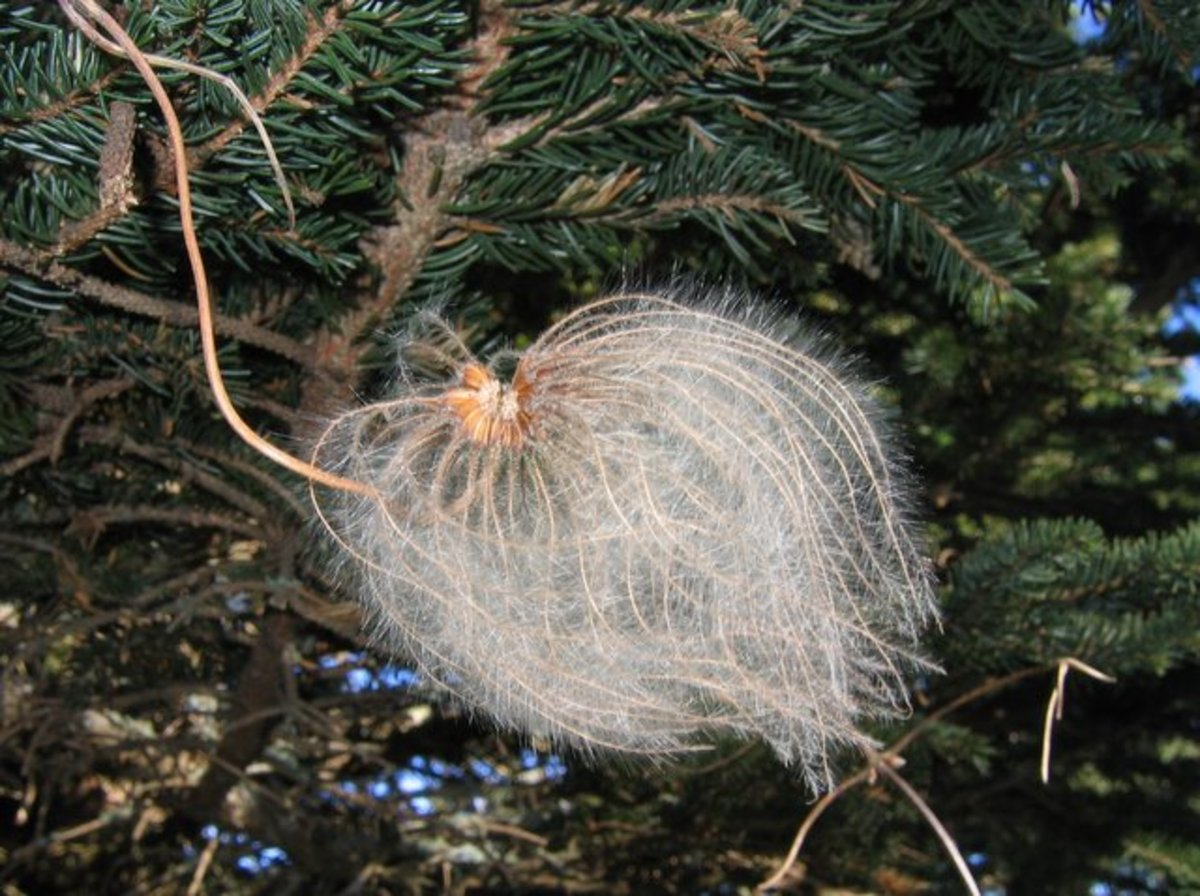
Früchte mit den haltbaren Griffeln

### Vegetative Merkmale
Die Alpen-Waldrebe ist die einzige Liane der Bergwälder der Alpen. Sie ist ein kriechender oder kletternder Schlingstrauch mit verholzten, rankenden Sprossachsen mit Längen von 30 bis 300 Zentimetern.
Die Laubblätter sind in Blattstiel und Blattspreite gegliedert. Auch die Blattstiele sind rankend. Die hellgrüne Blattspreite ist dreischnittig.

### Generative Merkmale
Die Blütenzeit reicht von Mai bis August. Es sind Blütenstiele vorhanden. Die Blüten sind 2,5 bis 4 Zentimeter groß. Die vier Blütenhüllblätter sind leuchtend blau-violett. Es sind viele freie Staubblätter vorhanden.
Die Früchte wiegen etwa 2,5 mg. Die behaarten, schwanzartig verlängerten Griffel sind etwa 3,5 Zentimeter lang.
Die Chromosomenzahl beträgt 2n = 16.

## Ökologie
Blütenökologisch handelt es sich um „Nektar führende Scheibenblumen“. Die äußeren Staubblätter sind zu Nektarblättern umgewandelt und stellen eine Nektarquelle für Bienen, Wespen und Schmetterlinge dar.

## Toxikologie
Die Alpen-Waldrebe ist wie die Aufrechte Waldrebe (Clematis recta) giftig. Hauptwirkstoff ist das hautreizende Protoanemonin. Bei Berührungen mit dem Pflanzensaft kann es durch diesen Inhaltsstoff zu Hautrötungen und Juckreiz kommen.

## Standortbedingungen
Die Alpen-Waldrebe wächst meist auf kalkhaltigen Böden. Sie gedeiht oft an Waldrändern, in Gebüschen, Schluchten, aber auch auf Felsen. Sie ist in Mitteleuropa eine Charakterart des Vaccinio-Pinetum cembrae, kommt aber auch in Pflanzengesellschaften des Verbands Erico-Pinion vor.
In den Allgäuer Alpen steigt Clematis alpina subsp. alpina am Mußkopf in Bayern bis in eine Höhenlage von bis zu 1960 Metern auf.
Die ökologischen Zeigerwerte nach Landolt & al. 2010 sind in der Schweiz: Feuchtezahl F = 3 (mäßig feucht), Lichtzahl L = 3 (halbschattig), Reaktionszahl R = 4 (neutral bis basisch), Temperaturzahl T = 2 (subalpin), Nährstoffzahl N = 2 (nährstoffarm), Kontinentalitätszahl K = 3 (subozeanisch bis subkontinental).

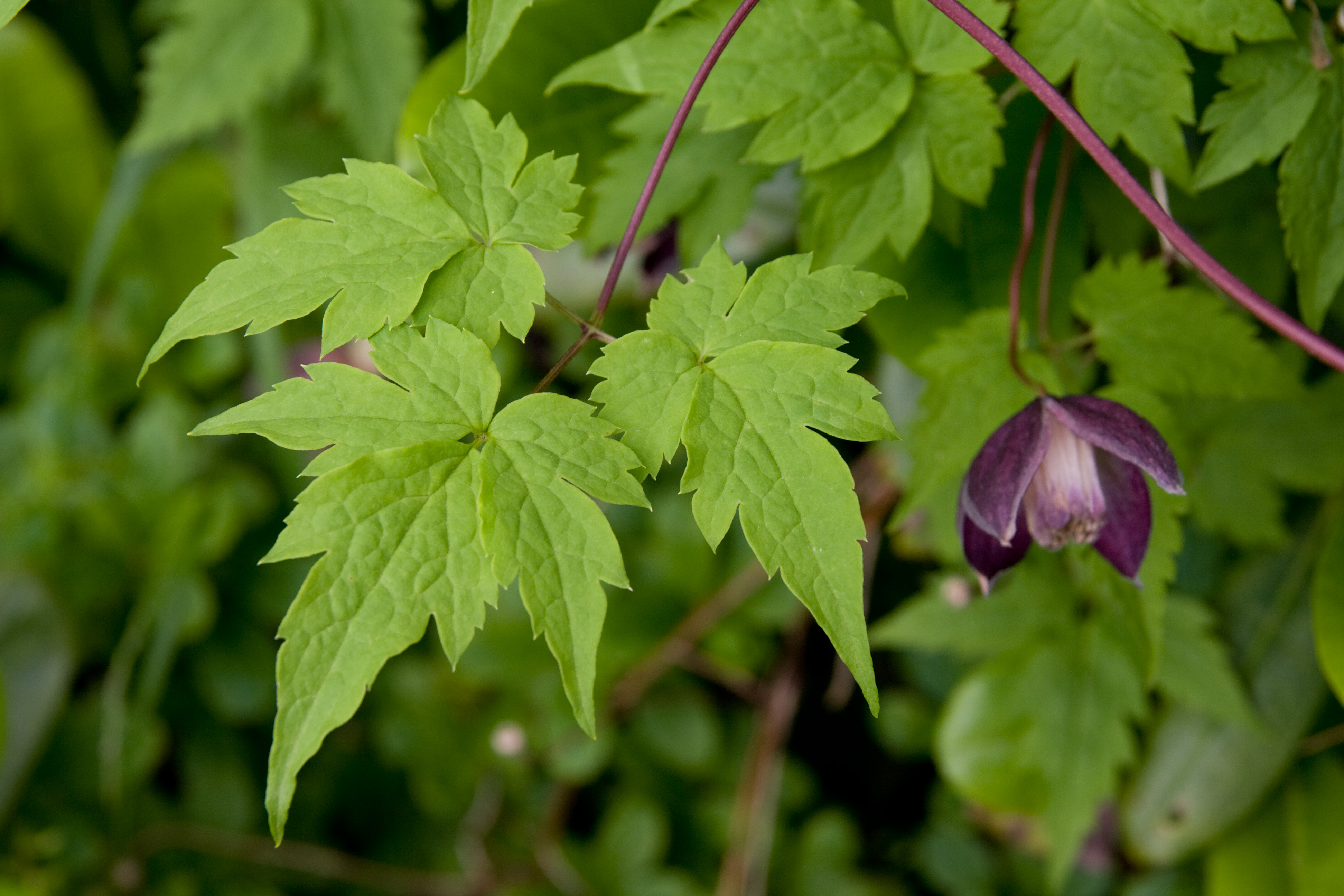
Clematis alpina subsp. ochotensis

## Systematik und Verbreitung
Das Verbreitungsgebiet von Clematis alpina subsp. alpina umfasst die Südwest- und Ostalpen, die Pyrenäen, Apennin, Karpaten und das Balkangebirge. Aber mit weiteren Unterarten kommt diese Sippe auch in Nordeuropa und Asien vor.
Je nach Autor umfasst die Art Clematis alpina mehrere Unterarten:
- Clematis alpina (L.) Mill. subsp. alpina: Sie kommt in europäischen Gebirgen vor.
- Clematis alpina subsp. ochotensis (Pall.) Kuntze (Syn.: Atragene ochotensis Pall., Clematis ochotensis (Pall.) Poir.): Sie kommt in Ostsibirien, Sachalin, Kamtschatka, Korea und Japan vor.
- Clematis alpina subsp. sibirica (Mill.) Kuntze (Syn.: Clematis sibirica Mill.): Sie kommt in Nord- und Nordosteuropa sowie in Asien vor.

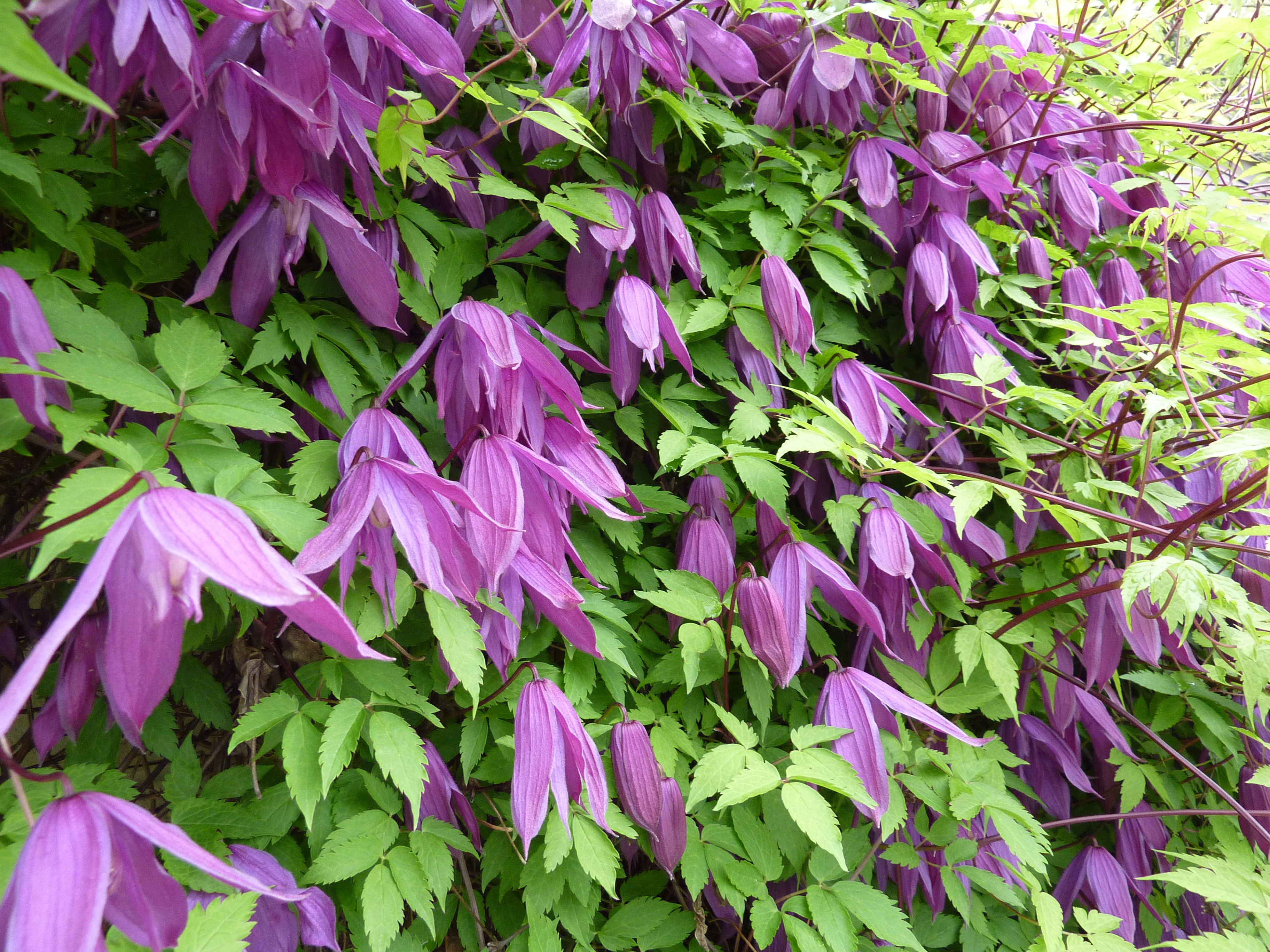
Die Sorte ‘Tage Lundell’

## Trivialnamen
Für die Alpen-Waldrebe bestehen bzw. bestanden auch die weiteren deutschsprachigen Trivialnamen: Grastrauben (Altenau) und Umwund (Altenau).

## Belege
1. 1 2  
Ruprecht Düll, Herfried Kutzelnigg: Taschenlexikon der Pflanzen Deutschlands und angrenzender Länder. Die häufigsten mitteleuropäischen Arten im Porträt. 7., korrigierte und erweiterte Auflage. Quelle & Meyer, Wiebelsheim 2011, ISBN 978-3-494-01424-1.
2. 1 2  
Erich Oberdorfer: Pflanzensoziologische Exkursionsflora für Deutschland und angrenzende Gebiete. 8. Auflage, Stuttgart, Verlag Eugen Ulmer, 2001, ISBN 3-8001-3131-5. Seite 401.
3. ↑  
Lutz Roth, Max Daunderer, Kurt Kormann: Giftpflanzen – Pflanzengifte. Giftpflanzen von A–Z. Notfallhilfe. Vorkommen. Wirkung. Therapie. Allergische und phototoxische Reaktionen. 4. Auflage. Nikol, Hamburg 2000, ISBN 3-933203-31-7 (Nachdruck von 1994).
4. ↑  
Erhard Dörr, Wolfgang Lippert: Flora des Allgäus und seiner Umgebung. Band 1, IHW, Eching 2001, ISBN 3-930167-50-6, S. 536.
5. ↑  
Clematis alpina (L.) Mill. In: Info Flora, dem nationalen Daten- und Informationszentrum der Schweizer Flora. Abgerufen am 15. März 2021.
6. ↑  
Jaakko Jalas, Juha Suominen: Atlas florae europaeae. Band 8: Nymphaeaceae to Ranunculaceae. Helsinki 1989, ISBN 951-9108-07-6. Seite 108.
7. ↑  
Georg August Pritzel, Carl Jessen: Die deutschen Volksnamen der Pflanzen. Neuer Beitrag zum deutschen Sprachschatze. Philipp Cohen, Hannover 1882, Seite 103. (online).